# Platicrista ramsayi
Platicrista ramsayi är en djurart som tillhör fylumet trögkrypare, och som beskrevs av Nigel J. Marley 2006. Platicrista ramsayi ingår i släktet Platicrista och familjen Hypsibiidae. Inga underarter finns listade i Catalogue of Life.